# Hydropsyche simulans
Hydropsyche simulans är en nattsländeart som beskrevs av Ross 1938. Hydropsyche simulans ingår i släktet Hydropsyche och familjen ryssjenattsländor. Inga underarter finns listade i Catalogue of Life.